# Protoplast
Een protoplast is een cel die niet of slechts gedeeltelijk omgeven wordt door een celwand. Bacterie-, schimmel- en plantencellen kunnen voorkomen als protoplast. De protoplast wordt alleen omgeven door een celmembraan. Een dierlijke cel heeft geen celwand en daarbij is dus ook nooit sprake van een protoplast-vorm. Protoplasten worden gebruikt in de celbiologie om de eigenschappen van membranen te bestuderen. Ook zijn ze van belang voor de biotechnologie, omdat ze makkelijk macromoleculen en virussen opnemen.
Protoplasten worden verkregen door de celwand langs enzymatische weg af te breken. Bij bacteriën wordt de peptidoglycaanlaag in de celwand met behulp van EDTA en lysozym afgebroken; bij plantencellen worden de cellulose en pectine van de celwand afgebroken met cellulasen of pectinasen. Bij schimmels wordt de celwand, die chitine bevat, afgebroken met chitinase. Het celmembraan moet in alle gevallen intact blijven om de cel in leven te laten.
De protoplasten moeten gemaakt en bewaard worden in een isotone oplossing, omdat ze anders in een hypotonisch medium water opnemen en barsten of in een hypertonische medium water afstaan en verschrompelen. Door de afwezigheid van een celwand liggen protoplasten onder een microscoop altijd ongeordend door elkaar heen. Ze zijn vrijwel altijd rond van van vorm, in tegenstelling tot plantencellen die meer rechthoekig zijn in situatie van meercellige samenhang.

## Gebruik

### Transformaties
Protoplasten worden veel gebruikt bij DNA-transformaties voor het maken van genetisch gemodificeerd organismen. Alleen een protoplast is in staat om vreemd DNA op te nemen, omdat DNA geen celwanden kan passeren. Uit protoplasten ontstaan planten door ze eerst uit te laten groeien tot celklompjes (callusweefsel) en vervolgens deze te regenereren tot scheuten door gebruik te maken van weefselkweektechnieken. Voor de vorming van callusweefsel en regeneratie van scheuten zijn uitgebalanceerde concentraties groeiregulatoren nodig die per plantensoort verschilt. 
In tegenstelling tot de protoplasten van vaatplanten, hebben protoplasten van mossen (zoals die van het modelorganisme Physcomitrella patens) geen fytohormonen nodig voor regeneratie. In plaats daarvan regenereren ze direct in het filamenteuze protonema, zoals dat gebeurt bij een ontkiemende mosspore.

### Somatische fusie
Protoplasten worden ook in de plantenveredeling gebruikt bij de zogenaamde protoplastenfusie. Hierbij worden protoplasten van verschillende plantensoorten gefuseerd (samengesmolten) met behulp van elektrische schokjes of een oplossing van polyethyleenglycol. Bij deze techniek worden (langs ongeslachtelijke weg) somatische hybriden met verdere hulp van weefselkweek gevormd.
Protoplast is ook wel een prototype plastic dat smelt bij 62 graden Celsius en dan kneedbaar is. De chemische naam is ook polycaprolacton.